# Scott Fahlman
Scott Elliott Fahlman, född 21 mars 1948 i Medina, Ohio, är en amerikansk professor och datavetare vid Carnegie Mellon University.
Fahlman är känd för att vara den som först förde fram idén om de moderna smileys, uttryckssymboler, som idag är ett naturligt användande på internet. Detta kan spåras tillbaka till ett förslag i ett meddelande daterat den 19 september 1982:
```
19-Sep-82 11:44    Scott E  Fahlman             :-)
From: Scott E  Fahlman <Fahlman at Cmu-20c>

I propose that the following character sequence for joke markers:

:-)

Read it sideways.  Actually, it is probably more economical to mark
things that are NOT jokes, given current trends.  For this, use

:-(

```

Fahlman föreslog symbolen :-) som ett enkelt tecken för att markera att det man skriver vid elektronisk kommunikation skall uppfattas som ett skämt. Fahlman har själv framhållit att han inte är säker på att han var först med idén, även om han aldrig har hört av någon som har hävdat sig ha hittat på saken innan han gjorde det.
Liknande tecken hade tidigare använts utanför den elektroniska kommunikationen, till exempel i en artikel i Reader's Digest från maj 1967. I en intervju som publicerades 1969 i New York Times skrev Vladimir Nabokov "Jag tycker ofta att det borde finnas ett speciellt typografiskt tecken för ett leende – någon form av konkavt märke …".
I samband med att emojis blev allt mer populära intervjuades Fahlman år 2012 och meddelade då att han upplevde dem som fula. Han sa vidare att han tyckte att emojis förstörde det roliga med att försöka komma på smarta sätt att förmedla känslor med hjälp av ett vanligt tangentbord, att kreativiteten på så vis försvann.